# Венустијано Каранза
Венустијано Каранза Гарза (шп. Venustiano Carranza Garza; Куатро Сијенегас, 29. децембар 1859 — Тласкалантонго, 21. мај 1920) је био један од главних вођа Мексичке револуције, чија је северна револуционарна Конституционалистичка војска поразила контрареволуционарни режим Викторијана Уерте (фебруар 1913-јул 1914), а касније је поразио своје револуционарне саборце након збацивања Уерте. Осигурао је власт у Мексику, служивши као шеф државе од 1915. до 1917. Са ступањем на снагу новог револуционарног Устава Мексика из 1917, био је изабран за председника, служивши од 1917. до 1920.
Познат као „први шеф” конституционалиста, Каранза је био више лукав политичар неко војник. Подржавао је супротстављање Франсиска Мадера режиму Порфирија Дијаза на изборима 1910. и Мадеров план из Сан Луис Потосија да поништи изборе и на силу збаци Дијаза. Мадеро га је именовао за гувернера своје родне државе Коавиле. Када је Мадеро убијен у фебруару 1913. Каранза је скицирао план из Гваделупеа, чисто политички начин да се збаци Уерта. Затим је постао вођа северњачких снага супротстављених Уерти. Водио је конституционалистичку странку до победе и постао је председник Мексика.
Каранза је био пореклом из богате северњачке земљопоседничке породице. Упркос својој улози шефа северњачког револуционарног покрета, сматрао је да расподела земљишта у Мексику није из основа реструтурирана револуцијом. Био је конзервативнији од јужњачког сељачког вође Емилијана Запате или северњачког револуционарног генерала Панча Виље. Када је учврстио своју власт, Каранза је кренуо да уклони своје политичке ривале. Добио је признање од САД, али је заузео чврсту националистичку позицију. Током његовог мандата, садашњи устав Мексика је сачињен и усвојен. Каранза није спровео своје најрадикалније идеје, као што су давање више моћи радничкој класи, коришћењу државе да се одузме имовина странцима, аграрна реформа у Мексику или смањивању утицаја Римокатоличке цркве.
На председничким изборима 1920. на којима није могао да наследи себе, покушао је да постави буквално непознатог грађанског политичара Игнасија Бониласа за председника Мексика. Северњачки генерали, који су држали праву власт, побунили су се против Каранзе по плану из Агва Пријете и Каранза је убијен док је бежао из Сијудад Мексика.